# Roche Harbor
Roche Harbor ist ein CDP im San Juan County des US-Bundesstaats Washington. Die Volkszählung von 2020 erfasste 662 Einwohner. Der CDP wurde im Jahr 2020 erstmals vom Census erfasst.

## Lage
Der Ort liegt auf San Juan Island, der zweitgrößten Insel der San Juan Islands, auf einer Höhe von 40 Metern über dem Meeresspiegel. Von 15,3 km² Fläche sind 4,9 km² Wasser und 10,4 km² Land. In Roche Harbor befindet sich ein privater Flugplatz.